# James P. Gould
James P. Gould (* 1923 in Seattle; † 24. Dezember 1998) war ein US-amerikanischer Bauingenieur (Geotechnik).
Gould studierte an der University of Washington, wo sein Vater Mathematik und Astronomie lehrte, und nach Unterbrechung durch Wehrdienst im Zweiten Weltkrieg am Massachusetts Institute of Technology, wo er 1946 seinen Master-Abschluss als Bauingenieur machte. Danach schloss er ein Geologie Aufbaustudium an der University of Washington an und ein Studium in Bodenmechanik an der Harvard University bei Arthur Casagrande mit dem Masterabschluss 1948 und der Promotion 1949 (über Setzung und Konsolidation der Tonböden beim Bau des Logan Airport in Boston). 1950 bis 1953 war er beim US Bureau of Reclamation in Denver, wo er in der Abteilung Erddämme Porenwasserdruckmessungen an Dämmen machte. Danach war er beim Ingenieurbüro Mueser Rutledge Consulting Engineers in New York City, wo er 1955 zum Associate und 1973 zum Partner aufstieg. 1994 ging er als Senior Consultant der Firma in den Ruhestand, war aber weiter als beratender Ingenieur tätig. Er starb an Lungenkrebs.
Zu seinen Bauprojekten gehörten mehrere Regierungsgebäude in Washington, D.C. (Rekonstruktion der Ostfront des Kapitols 1955 bis 1960, Unterfangung des Repräsentantenhauses 1962 bis 1964, Anbau der National Gallery of Art 1970 bis 1972, Erweiterung der Smithsonian Institution 1984 bis 1986) und insbesondere bei der Washingtoner U-Bahn. In New York City war er an der Gründung der Chase Manhattan Bank (1958–1960) beteiligt, dem North River Waterfront Redevelopment Project (1965–1968), dem Battery Park Stadtentwicklungsprojekt, der Renovierung des Park Avenue Tunnel (1988/89). In Europa beriet er beim Bau des Kanaltunnels und in Texas bei der Tunnelkonstruktion des Superconducting Super Collider. Er untersuchte auch Erdrutsche (Pacific Palisades, Kalifornien, 1958–1960), Gründungen für Trockendocks (Newport News) und Kanalschleusen (Tennessee-Tombigbee-Kanal).
1990 war er Terzaghi Lecturer. Er war Mitglied der National Academy of Engineering (1988) und Ehrenmitglied (1990) der American Society of Civil Engineers sowie der New York Academy of Sciences.
Er war Autor der ersten Version des Design Manual DM-7 der US-Navy für Bodenmechanik und Gründungen (Soil Mechanics, Foundations and Earth Structures) von 1971.
Er war zweimal verheiratet und hatte zwei Kinder aus erster Ehe. Seine Hobbys waren Malen und britische Militärgeschichte.